# Derek Welton
Derek Welton est un chanteur d'opéra, baryton-basse, australien.
Derek Welton s'est imposé sur les scènes internationales en quelques années, comme interprète de choix dans les rôles de baryton-basse les plus héroïques tout particulièrement dans le répertoire wagnérien.

## Biographie

### Un répertoire varié de baryton-basse
Derek Welton fait ses études à l’Université de Melbourne et à la Guildhall School of Music and Drama à Londres, avant de participer au programme pour jeunes chanteurs du Festival de Salzbourg. Il n'avait « jamais prévu d'être chanteur » durant son enfance et a acquis une formation de linguiste qui lui permet d'être particulièrement à l'aise dans toutes les langues qu'il est amené à chanter. Il souligne qu'il est « baryton-basse dans le vrai sens du terme, donc ni vraiment basse ni vraiment baryton. Bien sûr, je vais en profiter pour chanter tous les Wotan, incluant le Wanderer ».
Il débute dans le répertoire baroque avec Haendel et Bach, avec notamment des participations dans La Passion selon Saint Matthieu, La Passion selon Saint Jean et la Messe en si mineur de Bach, Le Messie de Haendel, La Création de Haydn, avant que son agent ne lui conseille des rôles plus lourds et ne l'encourage pour s'exercer à entrer dans un ensemble (troupe) pour « apprendre de nombreux rôles tout en développant ma voix et en pouvant refuser des parties dangereuses pour ma tessiture ».
il opte en 2015 pour l'ensemble (troupe) du Deutsche Oper de Berlin dont il souligne « une qualité très élevée et un répertoire extrêmement développé, qui donnent l'opportunité de chanter non seulement dans de nombreuses langues, mais même en allemand sur des raretés comme dans Ägyptische Helena de Strauss par exemple. ».
Il participe au travail de résurrection des opéras de Meyerbeer auquel se livre le Deutsche Oper de Berlin en incarnant un Saint-Bris remarqué dans les Huguenots en 2016 aux côtés du Raoul de Nangis de Juan Diego Forez. Il chante également Zacharie, en 2017, dans Le Prophète aux côtés de Gregory Kunde dans la production remarquée d'Olivier Py et le critique de Res Musica qualifie sa prestation de « remarquable (...) déjà Conte de Saint-Bris dans Les Huguenots et maintenant Zacharie. Sa prononciation du français et le placement de sa voix font assurément de lui l'une des grandes forces de cette production. ».
En 2018, il est le Portier dans le très rare Das Wunder der Heliane, mis en scène par Christof Loy toujours au Deutsche Oper de Berlin.
Il aborde également le répertoire straussien avec le petit rôle de Dominik dans Arabella, au festival de Pâques de Salzbourg en 2014, sous la direction de Christian Thlelemann, avec Renée Fleming et Thomas Hampson, performance qui donne lieu à la sortie d'un DVD en 2014. Il incarne également Oreste dans Elektra en 2020, successivement au Palau de les arts Reina Sofia, au Festival de Salzbourg et au Wiener Staatsoper.
Il est le Duc d'Albany dans le Lear de Aribert Reimann en 2017 au Festival de Salzbourg, en alternance avec son Klingsor à Bayreuth puis en 2024, dans la production de Calixto Bieito, au Teatro Real de Madrid.
Dans des répertoires plus rares, on le retrouve également dans The Epic of Gilgamesh de  Bohuslav Martinu, en 2017 à Prague sous la direction de Manfred Honeck. En 2017 il chante avec le Gewandhausorchester à Leipzig, l'oratorio Child of our Time de Michael Tippett aux côtés de Golda Schultz.
En octobre 2022 il participe à la création française, à l'Opéra du Rhin, d'une œuvre de Franz Schreker, Der Schatzgräber (Le Chercheur de trésors), où il interprète Le Roi dans une mise en scène de Christof Loy, l'une des représentations est diffusée par France Musique le 26 novembre 2022.
Il est invité par deux fois à l'Opéra national de Lyon, en décembre 2022, dans Candide de Léonard Bernstein où il incarne Pangloss puis, en décembre 2023 pour l'oratorio Elias de Mendelssohn, mis en scène par Calixto Bieito,.
Il aborde également les rôles de Voland dans Le Maître et Marguerite (opéra) (en), l'opéra de York Höller (en), Barbe-Bleue dans Bluebeard’s Castle, Pizarro  dans Fidelio, le garde forestier dans La Petite Renarde rusée, Prus dans L'Affaire Makropoulos, Pandolfe dans Cendrillon, ce dernier rôle au Lyric Opera de Chicago en décembre 2018

### Répertoire wagnérien
Dans Wagner, il incarne d'abord le rôle du deuxième Chevalier du Graal (der zweiter Gralsritter) dans Parsifal au Festival de Pâques de Salzbourg en 2013, première année sous la direction musicale de Christian Thieleman et sans les Berliner Philharmoniker, historiquement hôtes de ce Festival tous les ans. Derek Welton est alors doublure de divers rôles à Salzbourg depuis 2011, notamment celui du messager des esprits (der Geisterbote) de La Femme sans Ombre, alors dirigé par Christian Thielemann qui lui propose de participer à ce Parsifal.
C'est au Deutsche Oper de Berlin qu'Il incarne son premier Klingsor, en 2016, sous la direction de Donald Runnicles, dans une mise en scène de Philipp Stölzl, performance saluée par la critique « Derek Welton, dans le rôle du jeune Klingsor, a parfaitement maîtrisé le rôle dès sa première apparition, sa voix de baryton-basse étant souple, claire et élégante. ». Il chante Klingsor à plusieurs reprises au Festival de Bayreuth en 2017, 2018 et 2019, et à l'Opéra de Munich, en 2019, aux côté de la Kundry de Nina Stemme, sous la direction de Kiril Petrenko, et Forum Opera qualifie sa présence d' « excellente surprise de cette reprise. Avec son physique un peu poupon, il campe un Klingsor aux allures de Papageno survitaminé, avec une fraicheur juvénile dans la noirceur, absolument originale et très convaincante. ». Il reprend à nouveau le rôle en 2022, au Royal Festival Hall. Il aborde également le personnage d'Amfortas toujours dans Parsifal, au Festival de Bayreuth durant l'été 2024.
Derek Welton poursuit son incarnation des personnages importants du répertoire wagnérien avec le Heraut dans Lohengrin qu'il chante à plusieurs reprises, en 2016 au Semperoper de Dresde, avec Anna Netrebko et Piotr Beczala dont ce sont les débuts en Elsa et Lohengrin, et à Berlin le même année, puis en 2022 au Royal Opera and Ballet de Londres et au Festival de Bayreuth.
Il chante son premier Wotan dans Das Rheingold, toujours en 2016 à Berlin, rôle qu'il reprendra en 2021 dans le cadre du Ring mis en scène par Stefan Herheim sous la direction de Donald Runnicles, avant d'être appelé à l'Opéra de Paris en février 2025 pour remplacer Iain Paterson (en), souffrant, lors de la dernière représentation du prologue de la tétralogie mise en scène par Cailxto Bieito. Sa performance est à nouveau saluée et ainsi qualifiée « Présence charismatique et chant noble, puissant, doté d’un timbre dense, étendu aux couleurs somptueuses, ». France Musique enregistre et diffuse cette séance et la retransmet dans le cadre de son émission « Samedi à l'Opéra », le 15 mars 2025.
Il participe à l'entreprise de Kent Nagano qui se fixe pour objectif de jouer et d'enregistrer un « Ring historiquement informé », en incarnant à plusieurs reprises Wotan dans Das Rheingold et Die Walküre, puis le Wanderer dans Siegfried, notamment le 1er avril à Prague et le 4 avril 2025, à la Philharmonie de Paris, lors d'une version concertante,. Toujours dans Wagner, il fait ses débuts en Roi Marke dans Tristan und Isolde en janvier 2025 puis en Hollandais dans le Vaisseau Fantôme en février 2025 au Deutsche Oper de Berlin.

## Discographie et vidéographie
Derek Welton a participé à de nombreux enregistrements d'intégrales en direct, CD ou DVD.
- L’anima del filosofo - avec Orfeo: Andrew Goodwin, Euridice/Genio: Elena Xanthoudakis, Creonte: Derek Welton, Plutone: Craig Everingham et l'Orchestre des Antipodes, pianoforte : Erin Helyard sous la direction d'Antony Walker - label Pinchgut Live - 2011.

- On Christmas Day, Folk-carols and folk-songs, arranged by Ralph Vaughan Williams - avec Derek Welton, baritone, Iain Burnside, piano  - Label: Albion Records - 2011

- Lohengrin - avec Heinrich der Vogler: Georg Zeppenfeld, Lohengrin Piotr Beczała, Elsa von Brabant: Anna Netrebko, Friedrich von Telramund: Tomasz Konieczny, Ortrud: Evelyn Herlitzius, Heerrufer des Königs: Derek Welton et le Sächsische Staatskapelle Dresden, le Sächsischer Staatsopernchor Dresden sous la direction de Christian Thielemann, mise en scène de Christine Mielitz - DVD Deutsche Grammophon - Juillet 2017[36]

- The Epic of Gilgamesh de  Bohislav Martinu, avec Lucy Crowe, soprano, Andrew Staples, tenor, Derek Welton, baritone, Jan Martiník, bass, Simon Callow, narrator et le Czech Philharmonic Orchestra, le Prague Philharmonic Choir sous la direction de Manfred Honeck - Label: SU 4225-2 - Octobre 2017

- Das Wunder der Heliane avec Heliane: Sara Jakubiak, Der Herrscher: Josef Wagner, Der Fremde: Brian Jagde, Die Botin: Okka von der Damerau, Der Pförtner: Derek Welton, Der blinde Schwertrichter: Burkhard Ulrich, Der junge Mann: Gideon Poppe et l' Orchester der Deutschen Oper Berlin sous la direction de Marc Albrecht ,mise en scène de  Christof Loy - DVD Naxos - Juin 2019

- Beethoven, Symphonie No 9 - avec Rebecca Evans, soprano, Patricia Bardon, mezzo-soprano, Robert Murray, tenor, Derek Welton, bass-baritone et le Philharmonia Orchestra, le Philharmonia Chorus sous la direction de Benjamin Zander - Label: Brattle Media - Juillet 2018
- Beethoven, Symphonie No 9 -  avec Kate Royal, soprano, Christine Rice, mezzo-soprano, Tuomas Katajala, tenor, Derek Welton, bass-baritone et le MSO Festival Chorus, le Malmö Symphony Orchestra sous la direction de Robert Treviño  - CD Ondine - Juin 2020
- Elektra avec Elektra: Aušrinė Stundytė, Chrysothemis: Asmik Grigorian, Klytämnestra: Tanja Ariane Baumgartner, Orest: Derek Welton, Aegisth: Michael Laurenz et le Vienna Philharmonic Orchestra, Concert association of the Vienna State Opera Chorus sous la direction de Franz Welser-Möst, mise en scène de  Krzysztof Warlikowski - DVD Festival de Salzbourg 2021

- Das Rheingold - avec Wotan: Derek Welton, Donner: Joel Allison, Froh: Attilio Glaser, Loge: Thomas Blondelle, Alberich: Markus Brück, Mime: Ya-Chung Huang, Fasolt: Andrew Harris, Fafner: Tobias Kehrer, Fricka: Annika Schlicht, Freia: Flurina Stucki, Erda: Judit Kutasi, Woglinde: Valeriia Savinskaia, Wellgunde: , Arianna Manganello, Flosshilde: Karis Tucker et l'orchestre du Deutsche Oper Berlin sous la direction de Sir Donald Runnicles, mise en scène de Stefan Herheim  - DVD Naxos - 2022.

- Ring Odyssey - avec Christiane Libor, soprano - Michael Weinius (en), tenor- Derek Welton, bass-baritone et les Choeurs et l'orchestre de l'Opéra national de Bordeaux sous la direction de Joseph Swensen - Alpha Classics 2024
- Parsifal - avec Amfortas: Derek Welton, Titurel: Tobias Kehrer, Gurnemanz: Georg Zeppenfeld (en) Parsifal: Andreas Schager, Klingsor: Jordan Shanahan, Kundry: Elīna Garanča et le Bayreuth Festival Orchestra et le Bayreuth Festival Chorus sous la direction de Pablo Heras-Casado, mise en scène de Jay Scheib - CD et DVD du Festival de Bayreuth - Deutsche Grammophon - 2024